# Uma2rmaN
Uma2rmaN (rusky Ума2рман) je ruská popová skupina z Nižního Novgorodu. Název skupiny je odvozen od jména oběma členy oblíbené herečky Umy Karuny Thurmanové. V roce 2005 byla skupina nominována v MTV Europe Music Awards v kategorii Ruský počin (anglicky Best Russian Act), ve výsledku však byla poražena Dimem Bilanem.

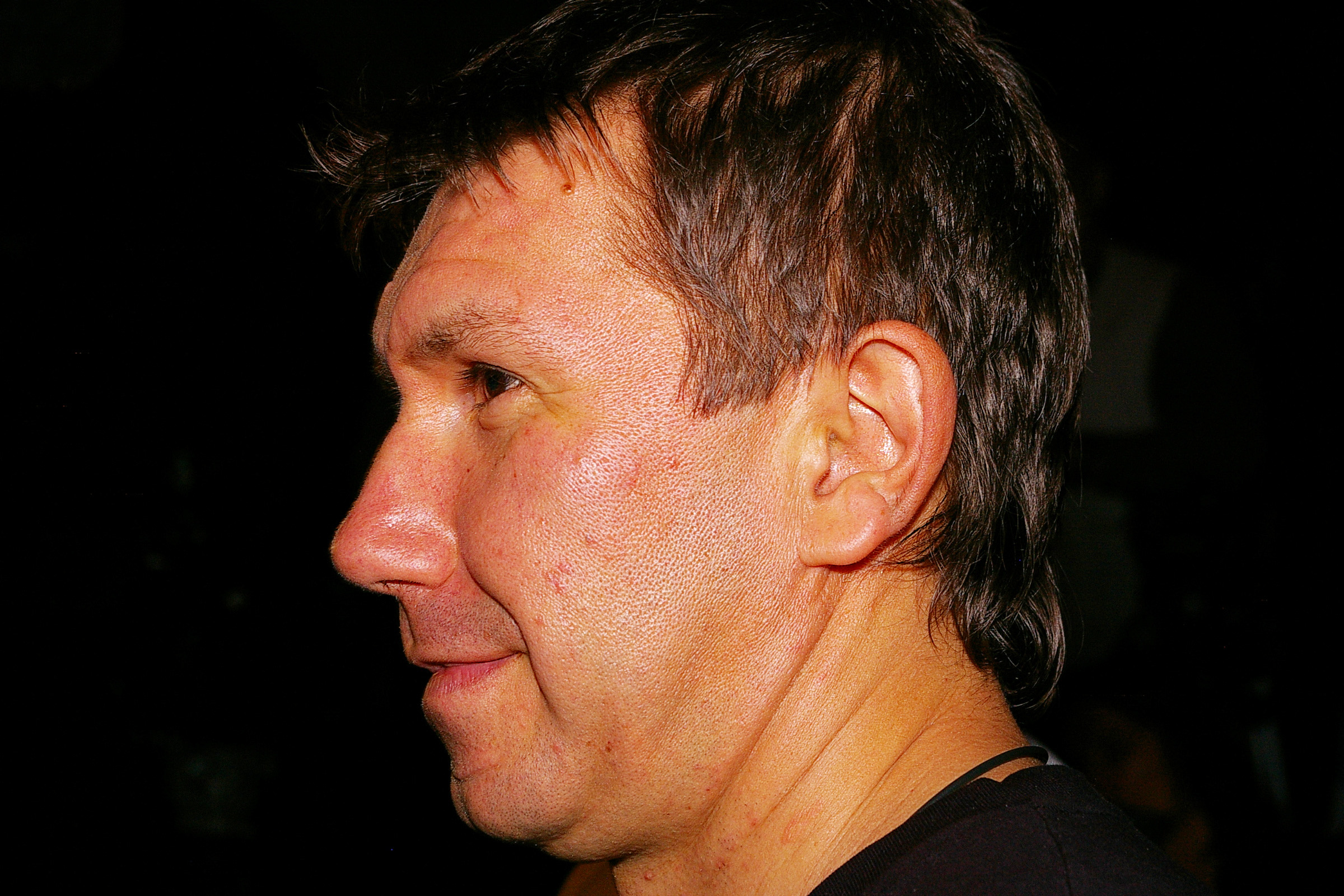
Sergej Kristovskij

## Členové
- Vladimir Kristovskij (rusky Владимир Кристовский)
- Sergej Kristovskij (rusky Сергей Кристовский)
- Sergej Solodkin (rusky Сергей Солодкин)
- Aleksej Kaplun (rusky Алексей Каплун)
- Jurij Terleckij (rusky Юрий Терлецкий)
- Aleksandr Abramov (rusky Александр Абрамов)